# Pertoltice pod Ralskem
Pertoltice pod Ralskem é uma comuna checa localizada na região de Liberec, distrito de Česká Lípa‎.